# 望月つぼみ
望月 つぼみ（もちづき つぼみ、2002年11月16日 - ）は、日本のAV女優。LIGHT所属。

## 略歴
2023年5月9日、「新人NO.1STYLE 望月つぼみ AVデビュー」でS1 NO.1 STYLE（エスワン）専属女優としてAVデビュー。2024年5月、デビュー1周年を機に企画単体女優へ転身。
2024年5月9日、東京・三軒茶屋グレープフルーツムーンで開催されたMilky Pop Generation主催音楽イベント『月で逢いましょう vol.93』にて、自身初となるワンマンライブを開催。ライブ内では事務所の先輩女優である石原希望が選曲した「シャングリラ」（チャットモンチー）や同じく先輩女優の中山ふみかが選曲した「heavenly days」（新垣結衣）のほか、「歌詞が自分の思いを代弁してくれている」との理由から自身が選曲した「YELLOW YELLOW HAPPY」（ポケットビスケッツ）などのカバーを披露した。
2025年4月30日、東京・池袋Live inn ROSAで行われた音楽イベント『楽演祭 vol.36 ～GW SP～』に出演。イベント内ではソロ歌唱のほか、宮城りえと「学園祭ユニット」を結成し、セーラー服姿で1曲歌唱した。

## 人物
- デビュー時は現役大学生で、AV女優業と両立していた[5]。
- AVデビューを決めたきっかけは、人生に刺激が欲しかった事と石原希望のファンで憧れがあったこと。芸名はマネージャーと望月が3日かけて決めたもので、「望」は憧れの石原希望から拝借し、「月」と「つぼみ」は画数や姓名判断を参考にし「望月つぼみ」に決まった。また名前の語感が石原希望と似ていることも、この芸名に決まった決め手の一つになっている[5]。デビュー作品に憧れだった石原希望がサプライズで出演し、感動して涙した。
- 性の目覚めは、小学6年の時にたまたま読んだエッチな漫画。初体験は高校生の時で、相手はその当時付き合っていた彼氏[6]。
- 趣味はサッカー観戦、野球観戦、愛犬と遊ぶこと[7]。ソフトバンクホークスファンでもある。
- AVライターのくろがね阿礼は「身長150センチながらオワン型Eカップにくびれもある」とスタイルの良さを評価[8]。特技であるリズミカル騎乗位とその際に発する「気持ちのいいところ当たるぅ～!」という口癖からエロテクニックの将来性を展望した[8]。
- エスワン時代から「勘がいい」と監督に言われており[9]、役作りに関しては勘だけで生きていると発言[9]。企画単体転向後は幼い役回りが増えているが、望月いわく「（容姿は）ロリっていうか、イモっぽい感じ」と自覚している[9]。

## 作品
◎はBD版発売作品。

### アダルトDVD / BD
- 新人NO.1STYLE 望月つぼみAVデビュー（5月9日、S1 NO.1 STYLE）
- ポテンシャル完全開花! 潮吹き! エビ反り! 痙攣絶頂! 新世代の現役セクシー女子大生アイドル初絶頂 ミニマムBODY性感開発3本番 望月つぼみ（6月13日、S1 NO.1 STYLE）
- 交わる体液、濃密セックス 完全ノーカットスペシャル 望月つぼみ（7月11日、S1 NO.1 STYLE）◎
- 激イキ182回! 痙攣4703回! イキ潮2300cc! 新世代セクシーアイドル エロス覚醒 はじめての大・痙・攣スペシャル 望月つぼみ（8月8日、S1 NO.1 STYLE）◎
- 命じればいつでもどこでも即尺即ハメ 絶対に逆らわない完全服従ドMメイド 望月つぼみ（9月12日、S1 NO.1 STYLE）
- 幼い顔してガチイキ連発するえげつないセックスモンスター 素顔とエロスに迫るすんごい生々しいプライベートSEX 望月つぼみ（10月10日、S1 NO.1 STYLE）
- 早熟おま●こ大決壊 ミニマムボディ大痙攣 アクメ潮垂れ流し巨根ポルチオ開発 望月つぼみ（11月14日、S1 NO.1 STYLE）
- 教師の僕は小柄で華奢な女生徒の制服の下に隠していた発育のよいおっぱいに理性ふき飛び何度も彼女に吐精してしまう。 望月つぼみ（12月12日、S1 NO.1 STYLE）

- 姪は誰にも渡さない… 18年も成熟するのを待っていたのに他人に横取りされるくらいなら媚薬キメセク漬けにして支配してやる。 望月つぼみ（1月9日、S1 NO.1 STYLE）
- 都合の良いセフレくらいの気持ちで手を出したら… 彼女よりもエロくて大胆で小悪魔的に弄ばれて彼女の親友に膣堕ちした最低な俺 望月つぼみ（2月13日、S1 NO.1 STYLE）[8]
- 気弱で頼り甲斐のない上司と出張先で相部屋… 泥酔して隙をみせたら襲われ寝取られ絶倫チ●ポでアクメ堕ち 望月つぼみ（3月12日、S1 NO.1 STYLE）
- 吐き気がするほど嫌いな義父の再婚の目的は女子○生のワタシだった… 何度も犯されイカされ続ける屈辱蹂躙レ×プ 望月つぼみ（4月9日、S1 NO.1 STYLE）
- ごめんなさい… おもらしエステ 禁欲で疼くぼっち乙女の肉体をジワジワ狂わせる失禁オイルマッサージ 望月つぼみ（5月21日、エムズビデオグループ）
- 一泊二日の温泉旅行で教え子が俺を誘惑してくるんだが… 望月つぼみ（5月24日、I.B.WORKS）
- 150cmの可愛らしい未発育美少女にバス運転手さんからの本気求婚中出しレ●プ 望月つぼみ（5月27日、First Star）
- おじさん、今何してるの？暇なの？わたしと遊ぼっニコッ笑顔で突然話かけてきた女の子に誘われて…つぼみ 望月つぼみ（6月18日、姦乱者/妄想族）
- 先生と放課後ラブホで乳首おもらしイキ～一晩中乳首開発したら乳首で潮を吹ける変態になりました♪～望月つぼみ（6月25日、ABC/妄想族）
- 君は僕の教え子で、これはきっと不適切な関係で… 望月つぼみ（7月2日、アタッカーズ）
- デリヘル呼んだら妹が来た! 結果、お店に内緒で中出し本番セックスする事になる (9)（7月5日、GLAY'z）
- マジックミラー号からの脱出! 5 袴姿の卒業生限定SP!! 制限時間100分でSEXしないと脱出できないマジックミラー号に、絶対にヤってはいけない関係の2人を閉じ込めたら… 禁断のSEXをしてしまうのか!?（7月11日、SODクリエイト）
- 小柄なイキっぱなし制服美少女の濃密SEX3本番 望月つぼみ（7月16日、S-Cute）※配信作品(scute1459)のDVD版。
- AV界で最も制服が似合うオールスター10人大乱交! チ●ポ抜きまくって青春ポイントを稼ぎまくれ! 3チーム対抗チキチキ修学旅行! 観光もSEXもいっちばん堪能! 全員が自由人! オール顔射! 阿吽のハーレム感! エロの化学反応! チーム天才! 沙月恵奈 日向なつ 皆月ひかる 望月つぼみ（8月6日、kawaii*）◎
- 拘束ぶっかけ濡れだく悶絶調教 猥褻従順ペット 望月つぼみ（8月12日、First Star）
- 臭っさいザーメンほちいなぁ なが～い舌で太っといおち○ぽペロペロぶりゅぶりゅ! ごっくん大好きザーメン中毒美少女ナースのおしゃぶり痴療 望月つぼみ（8月20日、エムズビデオグループ）
- 色気づいた妹が、初めてのTバックを穿いて、お兄ちゃん見て! マ○コはみ出てない? ムラムラしてきた?と誘惑してくるから困った! けどエッチしちゃった!（8月22日、SWITCH）
- 痴漢集団に完堕ちした通学中の女子○生 望月つぼみ（8月23日、TMA）
- 「祭りの日に喧嘩とか無理‥ ホテル行きたい」 マッチングアプリでゲット! 夏祭りNTR! お祭りで彼氏と喧嘩した浴衣美女とマッチング。性欲解消するまで中出ししまくったひと夏の思い出（8月23日、赤面女子）
- オヤジのハメ撮りドキュメント ねっとり濃厚に貪り尽くす体液ドロドロ汗だく性交 望月つぼみ 皆月ひかる（9月3日、Fitch）
- しーっ声出さないで!! 「あんっダメっ無理だよ…我慢できないよ…ママにバレちゃう…」●学生とアポなし中出し性交（9月5日、GLAY'z）
- 顔で抜く!! 顔面ドアップPOV 家庭教師のボクを常に至近距離で見つめながら過剰求愛淫語で迫る教え子 望月つぼみ（9月10日、BALTAN）
- 隣の変態大家に乳首でイカされ毎日犯されてます 望月つぼみ（9月10日、unfinished）
- 金曜 午後9時 補導前 04 超天然初心美少女からの秘密の相談 運動大好き育ち盛りの身体を好き放題ヤれる肉便器に育てて金玉に一滴も残らず中出し（9月27日、First Star）
- 休日にストロング缶片手にテンションあがって家に押しかけてくる近所のお姉さん!（10月10日、LEO）
- マジ天使級に優しくて可愛いナースさん! 「早漏に悩む童貞君の暴発改善のお手伝いしてくれませんか?」 男性器慣れしているようで意外とウブな看護師さんが早漏すぎる童貞君にムラムラ膣キュンしちゃって生中出し筆おろしSPECIAL!（10月11日、赤面女子）
- Wレズ解禁 帰省先ですることが無い義理姉妹のドロドロ汗だくレズビアン 如月りいさ 望月つぼみ（10月15日、溜池ゴロー）
- 逆襲痴女ハーレム 僕たち社内陰キャはLI●EをブロックしやがったOL女子カースト社員どもを中出しレ×プしたら、逆襲ハーレム鬼騎乗位で何度も射精させられて 望月つぼみ 弥生みづき 末広純 流川莉央（10月22日、本中）
- 素人おま○こくぱぁ観察 4 -制服娘編- 輝くビラビラが透けて見えそうなほど4Kカメラ超接写至近距離で照れイキオナニー30ま○こ5時間（10月22日、S級素人）
- 田舎育ちの日焼けメスガキを絶倫汚チ●ポでわからせる!! おと あかり つぼみ（10月25日、TMA）
- つきまとい 11  細くて天使のような音色を奏でる美○女を電車内から路地まで執拗につきまとい睡○強姦 自宅付近で無邪気に遊んでいる姿に声をかけ連れ去り監禁飼育（10月27日、First Star）
- 生活苦の少女はおじ様たちの慰み者になりました。 望月つぼみ（11月5日、アタッカーズ）
- 恋人いちゃラブドキュメント 隠れ巨乳ちびっ子美少女 望月つぼみちゃんと1日イチャイチャデート（11月5日、パコパコ団とゆかいな仲間たち/妄想族）
- 絶倫義父に犯され続け、淫乱女に躾けられた若妻 望月つぼみ（11月5日、プラネットプラス/七狗留）
- 【完全未公開シーン120分収録】 AV界で最も制服が似合うオールスター10人大乱交! 完全版2024 柏木こなつ 小野寺舞 皆月ひかる 望月つぼみ 天馬ゆい 沙月恵奈 設楽ゆうひ 日向なつ 観月あいな さつき芽衣（11月5日、kawaii*）◎
- ボランティア活動に勤しむ心の綺麗な女子大生の皆さん! 「早漏に悩む童貞君の暴発改善のお手伝いしてくれませんか?」2 慈善活動に参加するピュアな女の子が早漏すぎる童貞君にドキドキ & キュンキュンしちゃって生中出し筆おろしSPECIAL!（11月8日、赤面女子）
- 完ナマSTYLE @ J系シンママ候補生 17 あざと可愛い炉利J系がバイト先の店長にドキドキ告白! 誘惑SEX 純粋な気持ちを利用して生ハメ中出し! つぼみちゃん（11月12日、First Star）
- 盗撮してたチア部の女子達がビックリまさかの超ドスケベ。小悪魔痴女化で弄ばれて精液搾り取られまくる! 汗の匂いが香る部活女子が肉食痴女責めハーレム逆3P 望月つぼみ 奈築りお（11月19日、無垢）
- バイトで人気の隠れ巨乳ちゃんはおじさんキラー つぼみ (20)（11月21日、月刊彼女）
- 帰宅後「ただいま」からの即フェラ即挿入!? ボクの家が陽キャJDのたまり場に!! コーチのチ〇ポにハマり起床後も帰宅後も次々と可愛いJDに連日ハメまくり中出ししまくり!（11月21日、FALENO TUBE）
- 叔父を四六時中誘惑する日焼け姪っ子姉妹 望月つぼみ 松井日奈子（11月22日、I.B.WORKS）
- しくまれた媚●痩身エステ 7 施術師が怪しいので警戒していたが、秘かに盛られた媚●でまんまと快楽堕ち!!（12月6日、LEO）
- 濡れてテカってピッタリ密着 神スク水 望月つぼみ  可愛い女子のスクール水着姿をじっとりと堪能! 着替え盗撮から始まり貧乳から巨乳にパイパン、ハミ毛、ジョリワキ等のフェチ接写やローションソーププレイやスク水ぶっかけ等を完全着衣で楽しむAV（12月12日、親父の個撮）
- 夫の寝ている横で義息を誘惑し何度も不倫孕ませSEXに溺れた童顔美人妻 望月つぼみ（12月13日、人妻花園劇場）
- 一人暮らしの兄の部屋に呼ばれ… 絶対絶命言い逃れできない妹とわいせつ中出し禁断性交（12月17日、姦乱者/妄想族）
- みんな恋する5秒前 おじさんと天使 望月つぼみ（12月24日、レッド）
- 完全撮りおろし! 10代の顔に濃厚精子を大量ぶっかけ! 怒涛の即フェラ顔射ラッシュ! 学生たちの拙くもあざといフェラチオ309分 最高にかわちい素人じぇいけい20名（12月24日、S級素人）
- 同居人は超カワイイ女子!? しかも無防備でパンチラ・乳首チラ・オナニーし放題! 夢のシェアハウスライフ！ある日それを覗いてフル勃起させシコシコしていたのがバレてしまい終わった!と思ったら思わぬデカチンに喜んでヌイてもらいました（12月26日、FALENO TUBE）
- ナチュラルハイ25周年記念作品 固定スローピストンFUCK 7 ゆっくり生で挿し込み中出しまでの反応を楽しむ 増量SP（12月26日、ナチュラルハイ）
- 望月つぼみ SPECIAL BEST 4時間（12月27日、TMA）※単体ベスト
- 盗○撮! 家庭教師を誘惑する女子○生 「勉強がんばったから今日はどんなエッチなこと教えてくれるの?」 勉強よりも性に対して興味深々! 本当はイケナイことだとわかっているが… 盛りがついて中出ししてしまう…。（12月28日、ビッグモーカル）

- 十年ぶりに再会した清楚だった同級生は色気漂う淫乱女に変貌していた! 望月つぼみ（1月5日、プラネットプラス/七狗留）
- 実写版 私は毎晩グロチン家庭教師に… 種付けされてます。 販売数80,000部超え!  望月つぼみ（1月7日、MOODYZ）
- ママ友喰い無限ループ vol.49 つぼみ（1月7日、HALENTINO/妄想族）
- 産婦人科痴●!! 24  何も知らない若妻に治療と称して中出しまでっ!!（1月8日、LEO）
- あの日からずっと…。 緊縛調教中出しされる制服美少女 望月つぼみ（1月21日、無垢）
- 禁断介護 望月つぼみ（1月21日、グローリークエスト）
- ナンパ即パコ 06 学校近くの美容院に向かう超絶美人な女子大生は野球部のマネージャー! 頑張り過ぎる可愛いつぼみちゃんをとことん癒してあげちゃいます!（1月27日、First Star）
- 時間を何度も戻せる世界 レ○プしても中出ししても全て無かった事にできるタイムリープ能力でクラスの女子をヤりたい放題!（2月4日、SODクリエイト）
- ヘアメイク歴2年目 牧野怜奈 20歳 第2章 現役女優たちからの絶頂イクイク無茶ぶり指令!! 全身開発アクメspecial（2月4日、kawaii*）※主演は牧野怜奈。望月は作中のコメント映像に出演。
- ラブドールのフリをする女～バレドール～ 2 望月つぼみ（2月6日、ROCKET）
- 恥穴 舌舐達磨（2月12日、First Star）
- 「夢の中でも俺達のこと馬鹿にしてるんだろ!!」 クソ生意気な弟の彼女をわからせ眠姦レ×プ 望月つぼみ（3月4日、グローリークエスト）
- 閉鎖的な田舎の町内会に大切な妻が寝取られ中出し 望月つぼみ（3月4日、ミセスの素顔/エマニエル）
- 寝顔が可愛いオンナノコを汚す快感…（3月4日、HALENTINO/妄想族）
- 興奮剤を仕込まれ発汗発情! 下品ガニ股ジョバジョバスケベ汁お漏らし! ガクガク痙攣敏感中出しホットヨガ!（3月6日、素人39）
- 箱根で見つけた温泉大好きお嬢さん タオル一枚男湯入ってみませんか? 60 ぽかぽか特典版 SOD女子社員 松丸香澄初入湯 20周年記念スペシャル ご愛顧感謝の全員セックスミッションでこってり濃熱ザ～汁ゲット こんなに湧き出た9名535分（3月6日、SODクリエイト）※「通常版」と「特典版」の2種類あり。
- 対面羞恥で何度もイカされ糸が引くほど舌を絡ませるベロキス発情娘 5（3月6日、ナチュラルハイ）
- 恥じらいたっぷり素人女子大生のみなさん! 早漏で悩む童貞君の暴発改善のお手伝いしてくれませんか? 心優しい女子大生が早漏すぎる童貞君に膣キュンしちゃって生中出し筆下ろしSEX!!（3月11日、脱ぐのは恥だがペニス立つ）
- 顔出しMM号 女子大生限定 ザ・マジックミラー 全裸になるまで脱がせ合い! 青空ぬるぬるローション相撲\ 負ければ親友の前で公開デカチン即ハメ! 超密着ヌルすべSEXで何度イってもやめない連続中出し!（3月18日、DEEP'S）
- 僕の彼女を紹介するよ… 望月つぼみ（3月25日、レッド）
- 仕事中の既婚上司と部下がローションぬるぬるツイスターゲーム! 密着状態で肌をこすりあったら上司部下の一線を超えてド不倫羞恥SEXしてしまうのか!?（3月28日、赤面女子）
- わ○せつ行為対策護身術「感じる顔を見せないで!」感じていると暴漢をつけあがらせる!「何をされても抵抗して無反応を意識して!」【護身術無料体験】に参加した女性を狙う不良集団（3月28日、ハラスメント）
- 「お兄ちゃん… 初めてなの? かわいいいっぱいエッチな事教えてあげる」兄LOVEの妹がお風呂に入ってきて… 大人顔負けの激しいベロチュウしながらの抱き着きSEXで童貞を奪われてしまい… 親には内緒で何度も何度も膣奥まで激しく突いて何度も中出し!!（4月11日、ハラスメント）
- 【個撮】フェラなら撮らしてくれた! 11 あ～んぐり口内射精9人（4月15日、HALENTINO/妄想族）
- 一般男女モニタリングAV 家族旅行中の仲良し母娘さん! 2人で協力してタオル一枚男湯でチ○ポ洗ってもらえませんか? 男性客のフル勃起チ○ポに囲まれ恥じらいながらもしごいてしゃぶってザーメン抜きまくり! 超過激な親子ミッションでオマ○コが火照ってしまいそのまま親子丼中出しSEX 総発射12発（4月15日、DEEP'S）
- エッチ経験が少ない原液J系に濃厚なオトナのSEXを教えてあげる! 10代娘の性的好奇心に火を点けて初めての杭打ち騎乗位で中イキ体験 & 膣奥ダイレクト射精SP（4月25日、赤面女子）
- パンチラハーレム学園 男は僕1人!? クラスの女子全員と誘惑チラリズム中出しSEX! 沙月恵奈 天馬ゆい 望月つぼみ 小坂ひまり 木之内奈々葉 須崎美羽 香月えりさ 千川とわ 五芭 早見なな（4月29日、MOODYZ）
- 幸薄め系気弱女子新入社員セクハラ健康診断（5月8日、LEO）
- 女湯で少女好き巨乳お姉さんにワレメをいじられ逃げても逃げても追い打ちレズ責めでイカされ続けた敏感うぶ娘 3（5月8日、ナチュラルハイ）
- 美少女捕獲アヘとろ肉便器 2（5月8日、ナチュラルハイ）
- あなたが興奮する設定の笑顔がオーダーできる新感覚カフェ!（5月13日、Hsoda）
- いつでもチ○ポをノーハンドフェラ抜きで精飲する世界 芦名ほのか 望月つぼみ 小野寺舞 上坂めい 千石もなか 永瀬かれん 愛野ひなた 美音ゆめ（5月20日、DEEP'S）
- 素人なのにディルドオナニーで激しく感じちゃう一般人娘 16（5月20日、かぐや姫Pt/妄想族）
- 『お兄ちゃんで罰ゲーム』開始! これは普段からキモがられている兄の部屋に妹と友達が乱入し突然パンツを見せる罰ゲーム! 更にエスカレートしていき『マ○コを見せる』『いいなりになる』… ついにはセックスをするまで!（5月27日、Hunter）
- 素人おま○こくぱぁ観察 9 -キャリアウーマン編- 輝くビラビラが透けて見えそうなほど4Kカメラ超接写至近距離で照れイキオナニー30ま○こ306分（5月27日、S級素人）
- How to 幸せNTRカウンセリング性行為に悩むカップルや夫婦を幸せにする噂のカウンセリング。男性カウンセラーがパートナーの目の前で女性に最高のSEXを実演!（6月10日、Hunter）
- 1人分の料金で乱交セックス!? 初めてのパパ活に緊張して不安がっている女子のため、まさかの友達たちが付き添いサポート! でハーレム乱交にまで!（6月10日、Hunter）
- 種付け特化! 素人女子大生限定! エンドレス奥突きバウンドピストンで妊娠確定ww 押さえつけて絶対逃げられない種付けプレスホールドで子宮の奥までデカチンをロングストローク! 中出し処女のウブなオマ○コにアツアツの精子を… ～絶対孕む連続中出し & 中出しシェイクSP～（6月13日、赤面女子）
- 狂った倫理観! 義父と義兄による子作り大作戦! 望月つぼみ（6月16日、MAXING）
- 月に一度のおじさん宅のお泊り会でお小遣い100円でおしっこ飲ませてくれるつるペタ姪っ子聖水ハーレム 由良かな 皆月ひかる 望月つぼみ（6月17日、MOODYZ）
- だれとでも定額挿れ放題! カラオケ編 歌い放題! 挿れ放題! ルーム料金とは別に月額料金を支払うと、店内の女性ならお客さんだろうが、スタッフだろうが誰にでも挿れ放題!（6月24日、Hunter）
- 【搾乳 / Pi●●n / Br●●st P●mp tutorial】 30人の素人女子による簡単! 初心者向け搾乳機の使い方講座 ついでに授乳手コキ発射のやり方（6月24日、S級素人）
- 素人おま○こくぱぁ観察 10 -ミスコン女子大生編- 輝くビラビラが透けて見えそうなほど4Kカメラ超接写至近距離で照れイキオナニー31ま○こ5時間12分（6月24日、S級素人）
- 執拗な無断撮影にパニクって時間停止状態の硬直女に絶望中出し（6月26日、ナチュラルハイ）
- 専属パーソナルトレーナーが超密着中出し誘導! チントレ専門ハーレムフィットネスジム独自の股間特化型トレーニングメソッドでち●こをシゴいてシゴいて鍛えまくり! 何度中出ししても… 何度も何度も勃起させてち●こを鍛えまくる!!（6月26日、オフサイド）
- 欲望がかなう世界 望月つぼみ（6月30日、マザー）
- 出張家政婦がパンティ丸わかりの透けピタパンでお掃除してる! それって無言でボクを誘惑してるってコト!? フル勃起してしまった股間に気づき、近づいてきた彼女たちが次々と僕のチ●ポを弄ぶ!! 宮城りえ 望月つぼみ 小野寺舞 久和原せいら 八森わか菜（7月1日、OFFICE K’S）
- NOと言えない素人娘たち センズリ鑑賞までの約束だったのに雰囲気に流されドロドロのザーメンを口内発射されちゃいました（7月8日、うさぎ/妄想族）
- 未来科学SEXPO20XX 時間を止められたり、透明人間になれたり、人類の夢がついに実現!? 現在開発中の未来の神アイテムが実際に体験できちゃう、オトナの未来科学博がついに開催!（7月8日、Hsoda）
- 介護士ちゃんに恋した私 久しぶりに一目惚れをして勇気を出して2人きりの時にキスしたら優しくキスを返してくれて… 一緒にゴハンを作ってお風呂に入って身体を重ね合った同棲レズタイム 中城葵 望月つぼみ（7月10日、凸凹はぁと）
- 優しくて可愛い保母さん限定! マジックミラー号乳首カラオケ 乳首いじられながら1曲歌いきったら賞金GET! 感じちゃったらHな罰ゲーム!（7月10日、電脳ラスプーチン）
- 「ほらぁ… センズリこきなさい」 痴女お姉様たちに手淫コントロールさせられちゃったボク（7月22日、犬/妄想族）
- パンチラ & マンチラ連発! イキまくって禁断の潮吹きまくり! 街行くお嬢さん! リモバイ挿れながらドミノに挑戦してくれませんか? 女子大生編（7月24日、オフサイド）

### アダルトVR
- VR NO.1STYLE 望月つぼみ解禁 無邪気な‘つぼみ’と大人っぽい‘つぼみ’どっちが好き? 最高の距離で魅せるイチャラブ究極同棲VR 望月つぼみ（7月26日、S1 NO.1 STYLE）

- 【8K VR】親戚のお姉さんが僕の面倒もセックスも優しく教えてくれるオネショタ筆おろし性交 望月つぼみ（5月10日、unfinished）
- 顔面特化VR ～ロリなのにエロい身体を使って射精させてくれる新人メイド～ 望月つぼみ（6月4日、KMPVR）
- 天井特化アングルVR ～都合のイイ女～ 望月つぼみ（6月18日、KMPVR）
- 8K VR! 盗撮アングルパンチラ & パンティー見せJOIスペシャル!!（7月2日、KMPVR）
- 8K オマ●コ ハイレグ食い込みオナニー観察VR（8月7日、P-BOX VR）
- 生意気J●とキメセク種付けSEX すけ水着で何度も中出し性奴隷堕ち 望月つぼみ（8月21日、P-BOX VR）
- 叱られ特化! 消灯後の病室でオナニーしているボクを軽蔑した目で叱りながら抜いてくれるオナサポナース 望月つぼみ（9月13日、AQUA）
- 神コス専門リフレ 激カワ低身長美巨乳を裏オプ交渉! 連続でイカせ桃色オマ〇コに子種を注入しまくったお店に内緒で本番孕ませ中出し 望月つぼみ（9月13日、こあらVR）
- お兄ちゃん LOVE 妹系風俗 甘えん坊の妹に中出しし放題の性教育 望月つぼ（9月18日、P-BOX VR）
- ノーモザイクでフェラテク堪能! デカチンディルドフェラ抜きVR（10月16日、P-BOX VR）
- むっちり美尻メイド × 美乳ロリメイドどちらがお好みですか? 超密着ハーレム神奉仕W全裸メイド 宮城りえ 望月つぼみ（10月27日、kawaii*）
- 実の娘と円光しているがセックス中、娘はずっと無反応で無関心です。 望月つぼみ（11月21日、SODクリエイト）
- 市民プールに遊びに来る日焼け美少女を狙った欲情ハラスメント（11月30日、TMA）

- 修学旅行で女子生徒と自由行動に突然のゲリラ豪雨。避難した先がラブホで濡れた体が超密着… 理性崩壊で中出しセックスしまくった 望月つぼみ（1月27日、SODクリエイト）
- 美女8人のケツ穴くぱぁ～を近距離ガン見VR 9（5月28日、P-BOX VR）
- 目が覚めたら叡智な世界だった。 世界線変動率0.000001% 弥生みづき 望月つぼみ（6月24日、ガン見隊）
- 孤独のフーゾク 第ニ話 屈託の笑顔が眩しいメンズエステ編 望月つぼみ（6月30日、TMA）
- 目が覚めたら叡智な世界だった。2 世界線変動率0.114072% 弥生みづき、望月つぼみ（7月22日、ガン見隊）

### アダルト配信
- 蕾（5月9日、素人ホイホイZ）
- TSUU（5月23日、素人ホイホイLOVER）
- つぼみ (scute1459)（6月29日、S-Cute）
- マジ軟派、初撮。 2044 つぼみ 21歳 アクセサリーショップの店員  デカリボンのゆるニットにルーズソックスという今ドキファッションを楽しむ池袋のアクセサリーショップ店員を決死の覚悟で土下座ナンパ! 押しに弱そうな恥じらいのある顔からは想像もつかない量の潮を吹いて吹いてイキまくり!! こっそり言いますけど、ルーズソックスを履いた足での足コキはマジ最高ですw（6月5日、ナンパTV）
- つぼみ（7月13日、あの素人娘のエッチの仕方を公開します。）
- 【つぼみ (19)・ばぶ顔かわいいツンデレ彼女とず～っとイチャイチャSEX♪ 彼ピのチ●ポ全肯定で顔面真っ赤になるほどナマでハメ倒し♪】《制服彼女とおじさん彼氏のえちらぶ記録》（7月18日、しろうとまんまん）
- つぼみちゃん（7月30日、シロウト速報）
- つぼみ（8月10日、シロパコ）
- マイ (仮)（8月13日、援堂山）
- つぼみ (oreco807)（8月14日、俺の素人-Z-）
- つぼみ（8月15日、素人ムクムク）
- つぼみ 2（8月17日、シロパコ）
- マイ (仮) 2（8月20日、援堂山）
- つぼみ 3（8月24日、シロパコ）
- 望月さん（9月4日、素人ペイペイ）
- Tちゃん (oremo238)（9月7日、俺の素人-Z-）
- つぼみ (erofc290)（9月19日、恋愛カノジョ）
- 望月さん (smuh035)（9月27日、素人ムクムク-痴-）
- つぼみさん (oreco846)（10月2日、俺の素人-Z-）
- （仮）暗黒104さん (ankk104)（11月1日、暗黒）
- つぼみ (oreco874)（11月2日、俺の素人-Z-）
- つぼみちゃん (smub019)（11月27日、素人ムクムク-部活-）
- モッチー (omsk214)（12月9日、御茶ノ水素人研究所）

- つぼみ (nost005)（3月3日、ネオシロウト）
- Mさん (spay544)（3月3日、素人ペイペイ）
- つぼみ (tkwa315)（3月13日、ときわ映像）
- つぼみ 2 (tkwa316)（3月13日、ときわ映像）
- Tさん (oremo328)（3月14日、俺の素人-Z-）
- つぼみ (orecz047)（3月24日、俺の素人-Z-）
- つーちゃん (oremo334)（4月4日、俺の素人-Z-）
- つぼみ (syuk004)（4月11日、宿題ちゃん）
- ひかる@童顔小柄 (refuck170)（4月18日、Re:Fuck）
- つぼみ (orecz087)（4月20日、俺の素人-Z-）
- つぼみ (orecz141)（6月5日、俺の素人-Z-）
- いるま (peep061)（6月13日、素人盗撮倶楽部）
- Tちゃん (oremo376)（6月14日、俺の素人-Z-）
- IBちゃん (仮名) (y049)（7月4日、ゆず故障）
- つぼみ (icg002)（7月12日、素人いちご組）

### イメージDVD / BD
- Tsubomi Full moon fairy・望月つぼみ（2024年1月18日、	REbecca）◎

### デジタル写真集
- S1キャンペーン2023 No.1 Photo Book アイドル版（5月12日、FANZA BEAUTY COLLECTION、撮影：小林弘輔）※「S1 NO.1 STYLE」専属女優30名の撮り下ろし写真を収録。FANZA限定配信。
- S1キャンペーン2023 No.1 Photo Book S級版（6月1日、FANZA BEAUTY COLLECTION、撮影：小林弘輔）※「S1 NO.1 STYLE」専属女優30名の撮り下ろし写真を収録。FANZA限定配信。

- Tsubomi Full moon fairy 望月つぼみ（7月12日、REbecca）

- Tsubomi Full moon fairy 望月つぼみ（7月12日、REbecca）

## 出演

### 音楽イベント
- 月で逢いましょう vol.93（2024年5月9日、東京・三軒茶屋グレープフルーツムーン）[3]
- 楽演祭 vol.36 ～GW SP～（2025年4月30日、東京・池袋Live inn ROSA）※ソロのほか、宮城りえとのユニット「学園祭ユニット」としても出演[4]。

### イベント
- アニクラTMA13 ～渋谷のウサギの庭に集まれバニー!!～（2024年11月2日、東京・渋谷 CLUB CAMELOT）※撮影タイムのモデルとテキーラガールとして参加[10]。